# 진영제일고등학교
진영제일고등학교(進永第一高等學校)는 대한민국 경상남도 김해시 진영읍 여래리에 있는 공립 고등학교이다.

## 학교 연혁
- 1930년 6월 9일 : 진영공립농예실수학교 2년제 개교
- 1952년 9월 1일 : 진영농업고등학교로 교명 및 학제 개편(농업과 1, 축산과 1)
- 1973년 3월 1일 : 진영종합고등학교로 교명 변경 (농업과 2, 보통과 2)
- 1977년 3월 1일 : 진영농공고등학교로 교명 변경 (농업과 2, 기계과 1)
- 1987년 3월 1일 : 진영종합고등학교 교명 변경
- 1994년 3월 1일 : 진영농공고등학교로 교명 변경 (조경과 1, 섬유과 1, 전자과 2)
- 1999년 3월 1일 : 진영제일고등학교로 교명 변경
- 2014년 2월 28일 : 학칙 변경(인터넷비즈니스과 2, 토탈뷰티과 1)
- 2016년 3월 1일 : 학과명 변경(인터넷비즈니스과→상업정보과, 토탈뷰티과→미용예술과)
- 2022년 3월 1일 : 제39대 안종길 교장 취임
- 2022년 12월 30일 : 제68회 졸업식(졸업생 66명, 총 7,523명 졸업)
- 2023년 3월 2일 : 제71회 입학식(신입생 87명 입학)

## 설치 학과
- 미용예술과
- 상업정보과

## 참고 자료
- 진영제일고등학교 - 한국교육학술정보원 학교알리미